# Catherine de Laval (1504-1526)
Pour les articles homonymes, voir Catherine de Laval.
Catherine de Laval (1504 - 31 décembre 1526), dame de la Roche-Bernard, est la souche de la quatrième branche de Laval, dite de Rieux-Coligny, éteinte en la personne de Guy XX de Laval, mort en 1605.

## Famille
Elle est la fille de Guy XVI de Laval, comte de Laval et de Charlotte d'Aragon-Naples.
Elle a quatorze ans quand, le 11 novembre 1518, elle est mariée à Claude de Rieux, fils de Jean IV de Rieux et de sa troisième femme Isabeau de Brosse. Catherine reçoit en dot une rente de trois mille livres. Ils ont deux filles :
- Renée de Rieux, née en 1524, a épousé dès 1540 Louis de Sainte-Maure, marquis de Nesle, lorsque, par le décès de son oncle Guy XVII de Laval, advenu le 25 mai 1517, elle hérite de tous les biens des Laval. Elle meurt à Laval le 13 décembre 1567.
- Claude de Rieux, née le 8 février 1525, a épousé, le 19 mars 1547, François de Coligny d'Andelot, seigneur d'Andelot, et est morte le 5 août 1561. C'est son fils aîné, Paul, qui, le 13 décembre 1567, hérite de sa tante Renée et est connu sous le nom de Guy XIX de Laval.

Catherine est morte à Laval le 31 décembre 1526.

## Sources
- Base de données Histoire bretonne